# Neoleucinodes prophetica
Neoleucinodes prophetica là một loài bướm đêm trong họ Crambidae.